# Einzelvergabe
Als Einzelvergabe bezeichnet man die gängigste Praxis bei der Vergabe von Bauleistungen. Im Gegensatz zur Generalunternehmervergabe oder dem Schlüsselfertigbau wird jedes einzelne Gewerk (z. B. Maurer, Schreiner, Zimmermann, Dachdecker, Maler etc.) separat vom Auftraggeber (der nicht notwendigerweise der Bauherr sein muss) an einen Einzelunternehmer vergeben.
Bei Bauverträgen gemäß VOB/B hat der Einzelunternehmer/Auftragnehmer die beauftragte Leistung im eigenen Betrieb oder mit eigenen Mitarbeitern an der Baustelle auszuführen. Mit schriftlicher Zustimmung des Auftraggebers darf er sie an Nachunternehmer/Subunternehmer übertragen. Die Zustimmung ist jedoch nicht notwendig bei Leistungen, auf die der Betrieb des Auftragnehmers nicht eingerichtet ist. Vergibt der Auftragnehmer Leistungen ohne die Zustimmung des Auftraggebers an Subunternehmer, obwohl sein Betrieb auf diese Leistungen eingerichtet ist, kann der Auftragnehmer ihn mit einer angemessenen Frist abmahnen und dies mit Drohung einer Auftragskündigung verbinden. In der immer arbeitsteiliger werdenden Wirtschaft führt die Anwendung dieser Bestimmung immer wieder zu erheblichen Streitigkeiten darüber, welche Leistungen der Auftragnehmer in seinem eigenen Betrieb erbringen kann und muss. Rein praktisch setzt die Bestimmung voraus, dass der Auftraggeber überhaupt erkennen kann, ob die auf der Baustelle tätigen Leute die Mitarbeiter des Auftragnehmers sind oder für ein Subunternehmen oder für einen „Sub-Sub“ tätig sind.
Auch bei der Vergabe von Dienstleistungen greift der Unternehmer immer mehr auf die Einzelvergabe zurück. So werden beispielsweise bei der Erstellung eines Internet-Auftritts, die Aufgaben an speziell dafür geeignete Dienstleister vergeben.
Die Einzelvergabe ist nicht notwendigerweise billiger als die Vergabe an einen Generalunternehmer. Bei der Durchführung von Bauvorhaben erfordert die Bauleitung und -überwachung und die Koordinierung der verschiedenen Leistungen fundierte Kenntnisse, erhebliche Erfahrung und einen beträchtlichen Aufwand, sei es aufseiten des Auftraggebers oder des Auftragnehmers.
Durch die Einzelvergabe erreicht man Einsparungen deshalb nur dann, wenn diese Kenntnisse und Erfahrungen aufseiten des Auftraggebers vorhanden sind und der Aufwand bei ihm weniger Kosten als beim Generalunternehmer verursacht. Die Durchsetzung von Mängelansprüchen ist gegenüber dem Generalunternehmer häufig einfacher, da dieser nicht behaupten kann, dass der Mangel durch das andere Gewerk verursacht worden sei.